# 若井友和
若井 友和（わかい ともかず、1974年2月16日 - ）は、日本のオートレース選手。埼玉県越谷市出身。25期。川口オートレース場所属。呼名は「モエルトウコン / ワカーン / ゲンキデスカー」、NORA JAPANとマネジメント契約を締結。

## 選手データ
- プロフィール
  - 選手登録 1997年4月1日
  - 身長　171.3cm
  - 体重　54.3kg
  - 血液型　A型
  - 学歴　埼玉県立越谷西高等学校　→　足利工業大学
  - 趣味　ゴルフ
  - 同期レーサー　永井大介（川口）、有吉辰也、東小野正道（共に飯塚）、森且行（川口）他

- 戦歴
  - 通算優勝回数:54回
  - グレードレース（SG,GI,GII）優勝回数:8回
  - 全国区レース優勝回数、SG優勝回数:1回
  - GI優勝回数:6回
  - GII優勝回数:1回

- 受賞歴
  - 優秀選手賞:1回
  - 最優秀新人選手賞:1回
  - 優秀新人選手賞:1回
  - 優秀新鋭選手賞:2回
  - 日刊三賞・敢闘賞:1回
  - 日刊三賞・技能賞:1回
  - 日本プロスポーツ大賞・新人賞:1回

## 略歴
- 1997年　
  - 最優秀新人選手賞

- 1998年
  - 優秀新人選手賞

- 1999年
  - 浜松　秋のスピード王決定戦（GI）優勝
  - 優秀新鋭選手賞

- 2000年
  - 優秀新鋭選手賞

- 2002年
  - 川口　開設記念グランプリレース（GI）優勝

- 2003年
  - 飯塚　ダイヤモンドレース（GI）優勝

- 2004年
  - 川口　オートレースグランプリ（SG）優勝
  - 優秀選手賞

- 2015年
  - 川口　開設記念グランプリレース（GI）優勝
  - 山陽　平成チャンピオンカップ（GI）優勝

- 2019年
  - 川口　開設記念グランプリレース（GI）優勝

- 2023年
  - 伊勢崎 レジェンドカップ（GII）優勝

## グレードレース戦歴
- SG戦歴
  - SG優勝回数:1回
    - SG第8回オートレースグランプリ　（川口）

- GI戦歴
  - GI優勝回数:6回
    - 第41回GI秋のスピード王決定戦　（浜松）
    - GI開設50周年記念グランプリレース　（川口）
    - 第46回GIダイヤモンドレース　（飯塚）
    - GI開設63周年記念グランプリレース　（川口）
    - 第21回平成チャンピオンカップ　（山陽）
    - GI開設68周年記念グランプリレース　（川口）

- GII戦歴
  - GII優勝回数:1回
    - レジェンドカップ　（伊勢崎）

## 人物
若井友和は、2000年代、名実共に川口のエースと評される選手である。

元々は日本小型自動車振興会に就職するつもりだったが理系の学生の採用がなく、その際に選手候補生採用試験のことを知り、軽い気持ちで受験したという変わった経歴の持ち主。また自動二輪の免許もなく、オートバイに乗ったことがないまま候補生となった稀な選手でもあった。同期には、永井大介（川口オートレース場所属）、有吉辰也（飯塚オートレース場所属）、森且行（川口オートレース場所属）がいる。
1997年にデビューした25期生は、一にも二にも森且行の話題で持ちきりであった。トップアイドルの「華麗なる転身」に注目が集まるなか、何としても森且行を上回りたいとライバル心を燃やした。オートバイ経験がないハンデを乗り越え、やがて同期のなかでもトップ級のハンドル捌きを見せるようになった。
川口の主力選手に成長すると、自ら先頭に立ち川口若手勢の奮起を促し、環境作りに励んだ。その後の有力選手として深谷輝（26期）山田達也（28期）、青木治親（29期）等がいる。
また競走車の車名からも分かるように、プロレスラーアントニオ猪木の熱烈なファンとして知られる。SG、GI戦の開会式や優勝戦の選手紹介において、「元気ですかー!!」や「1、2、3、ダァー!!」のパフォーマンスを行うことで有名。
生粋のギャンブル好きとしても有名で、大井・浦和・戸田・江戸川で勝負していることが多い。

## SG獲得までの道のり
選手養成所時代から努力を重ね、デビュー当時より巧みなレース運びを見せた若井は、森且行と共に、衰退していた川口勢の若手有望株に成長する。1999年10月には、GI秋のスピード王決定戦（浜松オートレース場）優勝戦において、先着選手の反則失格によるタナボタ優勝を得たが、優勝インタビューでも笑みはなく、実質のGI制覇は2002年を待つこととなる。
その2002年3月、地元川口の開設50周年記念グランプリレースが開催され、常に地元勢最重ハンデ大外の位置に置かれるようになっていた若井は、地元エースとして他場強豪を迎えた。予選道中、準決勝と堅実な勝ち上がりを見せ優出すると、優勝戦は、最重ハンデ最内に若井、その外に1月にSGスーパースターを制した池田政和（川口オートレース場所属）、同じく3月にSG全日本選抜を優勝し復活を果たしたばかりの高橋貢（伊勢崎オートレース場所属）を大外に置く布陣となった。全国区の最強選手陣への挑戦は、好スタートを見せた若井が早めに軽ハンデ勢を捌き首位に立つと、猛追する高橋を寄せ付けずそのまま優勝を飾った。全国区強豪に名を連ねる会心の優勝だった。
翌2003年8月には、飯塚オートレース場で開催されたGIダイヤモンドレースを制覇、他場でのグレードレースを制し地元GI制覇がフロックではなかったことを証明してみせた。
その後も着実に川口のエースとしての道を歩み続け、川口勢悲願のSGタイトル制覇を目指すこととなる。
2004年9月に、地元川口で開催されたSG第8回オートレースグランプリで、若井は初日に落車、その際に損傷した競走車の修復整備中に右手を火傷する事故に遭う。水脹れした手で予選を乗り切り、どうにか準決勝を勝ち優勝戦進出を決めたものの、当人も優勝は絶望的と考えていた。
準決勝後、同期の永井大介(川口オートレース場所属)や北渡瀬充（伊勢崎オートレース場所属）が、競走車の整備を手伝い、25期初のSG制覇という夢を若井に託す。二人の協力もあって、競走車「モエルトウコン」号は見違える動きを見せた。北渡瀬に「これで優勝出来なかったら引退しろ」とハッパをかけられ、若井は優勝戦に臨んだ。優勝戦は半乾きの斑走路、得意とするコンディションであった。他の選手が難走路に苦しむなか、若井は走路上の乾ききっている部分を押さえるという絶妙なライディングを見せ、川口勢としては1995年のSG第27回日本選手権の福田茂（12期）以来9年ぶりの、そして、25期生初のSGタイトルを手にしたのである。